# Poppy Z. Brite
Œuvres principales
- Le Corps exquis
- Âmes perdues

William Joseph Martin, connu sous le nom d'auteur Poppy Z. Brite et né le 25 mai 1967 à La Nouvelle-Orléans, est un auteur américain.

## Carrière littéraire
Au début de sa carrière, Poppy Z. Brite fut d'abord remarqué pour ses romans et nouvelles d'horreur et de fantastique inspirés en partie par le mouvement gothique et le splatterpunk. Ses marques de fabrique étaient l'utilisation d'hommes gays comme personnages principaux, la description crue d'actes sexuels ainsi que le traitement froid et distant d'actes choquants. Certains de ses romans les plus connus de cette période sont Âmes perdues (1992), Sang d'Encre (1993) et Le Corps exquis (1996); il a également publié des recueils de nouvelles : Contes de la fée verte (1993), Self-Made Man (1998), Wrong Things (avec Caitlín R. Kiernan, 2001), et Petite cuisine du diable (2003). Il a également écrit une biographie de la chanteuse Courtney Love (1996), qui bien qu'officiellement non autorisée, a été faite à la suggestion de Love et avec sa coopération.
À la fin des années 1990 et au début des années 2000, il s'est détaché de la fiction d'horreur tout en continuant à écrire sur des personnages gays (mais plus réalistes). Ses romans acclamés par la critique Liquor (2004), Prime (2005) et Soul Kitchen (2006) sont des comédies d'humour noir prenant place dans le milieu des restaurants de La Nouvelle-Orléans. Poppy Z. Brite a vécu avec le chef cuisinier Chris DeBarr jusqu'en 2011 ; il vit aujourd'hui avec l'artiste et photographe Grey Cross. Son roman court The Value of X (2002) décrit le début de carrière des protagonistes de la série Liquor --Gary "G-Man" Stubbs and John "Rickey" Rickey; d'autres histoires, dont plusieurs du recueil Petite cuisine du diable et la novella à venir D*U*C*K, chroniquent les événements de la vie des membres de la famille Stubbs au sens large, un clan catholique profondément enraciné dans la culture traditionnelle de La Nouvelle-Orléans. Poppy Z. Brite prévoit d'écrire au moins trois romans supplémentaires dans la série Liquor, qui seront probablement nommés Dead Shrimp Blues,  Hurricane Stew,  et Double Shot. En novembre 2006, Poppy Z. Brite a signé un contrat avec Subterranean Press pour publier un quatrième recueil de nouvelles intitulé Antediluvian Tales.
Poppy Z. Brite a fréquemment déclaré que, bien qu'il autorisera toute adaptation filmée de son œuvre, il n'a que peu d'intérêt pour les films et n'est pas particulièrement impatient de voir son travail à l'écran. En 1999, sa nouvelle "The Sixth Sentinel" (filmé sous le nom "The Dream Sentinel") composa une partie de l'épisode 209 de The Hunger, une série d'horreur sans lendemain sur la chaîne de télévision câblée américaine Showtime. De tous ses livres, seuls Âmes perdues a vu ses droits acquis, par le producteur Paul Natale.

## Vie privée
Poppy Z. Brite est transgenre. Il a beaucoup parlé de dysphorie de genre, tout en précisant qu'il n'avait cependant aucun problème d'identité sexuelle. Après avoir longtemps affirmé s'identifier intérieurement plus comme un homme gay que comme une femme, sans chercher pour autant à s'habiller comme un homme ou à paraitre masculin et sans demander à ce qu'on l'appelle "il", il a commencé un processus de changement de genre et affirmé sa volonté d'être appelé dans le genre masculin.
La maison de Poppy Z. Brite et de son compagnon DeBarr est devenue de facto au fil du temps un refuge pour chats, et ils possèdent, à tout moment, entre quinze et vingt chats. Ils maintiennent une page web comprenant les photos des différents félins.
Pendant l'Ouragan Katrina en 2005, Poppy Z. Brite avait d'abord choisi de rester chez lui, mais il se réfugia finalement à 130 kilomètres de là chez sa mère dans le Mississippi. Il continua à informer régulièrement les lecteurs de son blog de sa situation, ainsi que de celle de sa maison et de ses nombreux animaux de compagnie restés sur place, et est devenu depuis l'un des 100 000 premiers habitants de La Nouvelle-Orléans à venir repeupler la ville.
Un essai critique sur la fiction de Poppy Z. Brite est paru dans The Evolution of the Weird Tale (2004) par S. T. Joshi.
À la fin de l'année 2006, Poppy Z. Brite a annoncé sa décision de cesser toute apparition publique à la suite de graves problèmes de dos qui ont affecté sa capacité à se tenir debout, à s'asseoir ou à marcher sur de longues périodes.

## Œuvres

### Romans
- Le Corps exquis (titre original Exquisite Corpse, 1996)
- Eros vampire (1 et 2)  (1997)
- Âmes perdues (titre original Lost Souls, 1992), Albin Michel, 2000
- Sang d'Encre (titre original Drawing Blood, 1993), Albin Michel, 2000
- The Crow : Le Cœur de Lazare (titre original The Crow: The Lazarus Heart, 1998)
- La Valeur de X, Au diable vauvert, 2017 ((en) The Value of X, 2002)
- Alcool (titre original Liquor, 2004), Au diable vauvert, 2008
- Triads (avec Christa Faust, 2004)
- La Belle Rouge (titre original Prime, 2005), Au diable vauvert, 2009
- Soul Kitchen (2006), Au diable vauvert, 2013
- D*U*C*K (2007)

### Recueils de nouvelles
- Contes de la fée verte (titre original Swamp Foetus ou Wormwood, 1993)
- His Mouth Will Taste of Wormwood (1995)
- Self-Made Man (titre original Are you loathsome tonight? ou Self-Made Man, 1998), Au diable vauvert, 2001
- Wrong Things (avec Caitlín R. Kiernan, 2001)
- Petite cuisine du diable (titre original The Devil You Know, 2003), Au diable vauvert, 2004
- Used Story (2004)
- Antediluvian Tales (2007)

### Autres
- Courtney Love (Biographie, Titre original Courtney Love: The Real Story, 1997)
- RIP (Essai, 1998)
- The Seed of Lost Souls (Nouvelle, 1999)
- Plastic Jésus (Nouvelle, Titre original Plastic Jesus, 2000), Au diable vauvert, 2003
- Would you? (Essai, 2000)
- Coupable (Recueil d'essais, Titre original Guilty But Insane 2001), Au diable vauvert, 2003
- Stay Awake (Histoire courte, 2000)
- Pansu (Histoire courte, 2001)
- Con Party at Hotel California (Histoire courte, 2002)
- The Feast of St Rosalie (Histoire courte, 2003)

## Parutions françaises
Peu de ses nouvelles et recueils ont été publiés en version française.
Petite cuisine du diable, Plastic Jesus, Coupable, Self-Made Man, "La Valeur de X", Alcool et La Belle Rouge sont parus chez Au diable vauvert, Âmes perdues aux Albin Michel, Contes de la fée verte aux éditions Denoël, Le Corps exquis aux éditions J'ai lu.